# Guilherme de Newburgh
Guilherme de Newsburh ou Newbury (latim: Guilelmus Neubrigensis, Wilhelmus Neubrigensis, ou Willelmus de Novoburgo; 1136?–1198?), também conhecido como Guilherme Parvus, foi um historiador inglês Augustiniano do século XII de Bridlington, Yorkshire.
Seu principal trabalho foi Historia rerum Anglicarum ou Historia de rebus anglicis ("História dos Assuntos Ingleses"), descrevendo a história da Inglaterra de 1066 até 1198, escrito em latim. Seu trabalho é estimado entre os historiadores por detalhar A Anarquia sob o governo de Estêvão de Inglaterra. Foi escrito de uma forma inovadora para sua época e continua ser legível hoje em dia, contendo muitas histórias fascinantes da vida no século XII. Guilherme é uma fonte importante para as histórias de mortos-vivos medievais, fantasias literárias onde as almas retornam através dos mortos, incluindo os primeiros contos sobre vampiros.
Newburgh apoiou suas obras em fontes seguras, ao contrário da obra de Godofredo de Monmouth, Historia Regum Britanniae, a qual Newburgh era crítico, e disse que "apenas uma pessoa ignorante sobre história antiga teria desconhecimento em não saber que Godofredo mente em quase tudo."  Ele criticava o trabalho de Godofredo pois entrava em conflito com os registros de Beda.